# Cuerna alta
Cuerna alta är en insektsart som beskrevs av Oman et Beamer 1944. Cuerna alta ingår i släktet Cuerna och familjen dvärgstritar. Inga underarter finns listade i Catalogue of Life.